# Estuario del Támesis
El estuario del Támesis es uno de los principales entrantes del mar del Norte en la costa oriental de Gran Bretaña, y es la zona en la que desemboca el río Támesis. Es la puerta que da acceso a todo el tráfico marino de la zona del Gran Londres y donde se concentra una importante actividad industrial y residencial.

## Geografía
No es fácil definir los límites del estuario, aunque físicamente la punta de Sea Reach, cerca de la isla de Canvey, en la costa de Essex, sea probablemente el límite occidental. La frontera oriental, como se sugiere en un Estudio Hidrológico de 1882-89, es una línea trazada desde North Foreland, en el condado de Kent, vía el faro de Knock Kentish hasta Harwich, en el condado de Essex. Es desde aquí donde las arenas típicas de los estuarios se extienden. El estuario tiene el segundo mayor movimiento de mareas del mundo, pudiendo el agua subir 4 metros desplazándose a una velocidad de 8 millas por hora.
El estuario es una de las entradas mayores de las 170 entradas que existen en la costa de Gran Bretaña. Constituye una importante ruta marítima, con miles de movimientos cada año, incluidos grandes petroleros, portacontenedores, graneleros y transbordadores  roll-on/roll-off (Ro-Ro) que entran en el estuario hacia el puerto de Londres y los puertos de Medway de Sheerness, Chatham y Thamesport. 

### Estuario del Gran Támesis

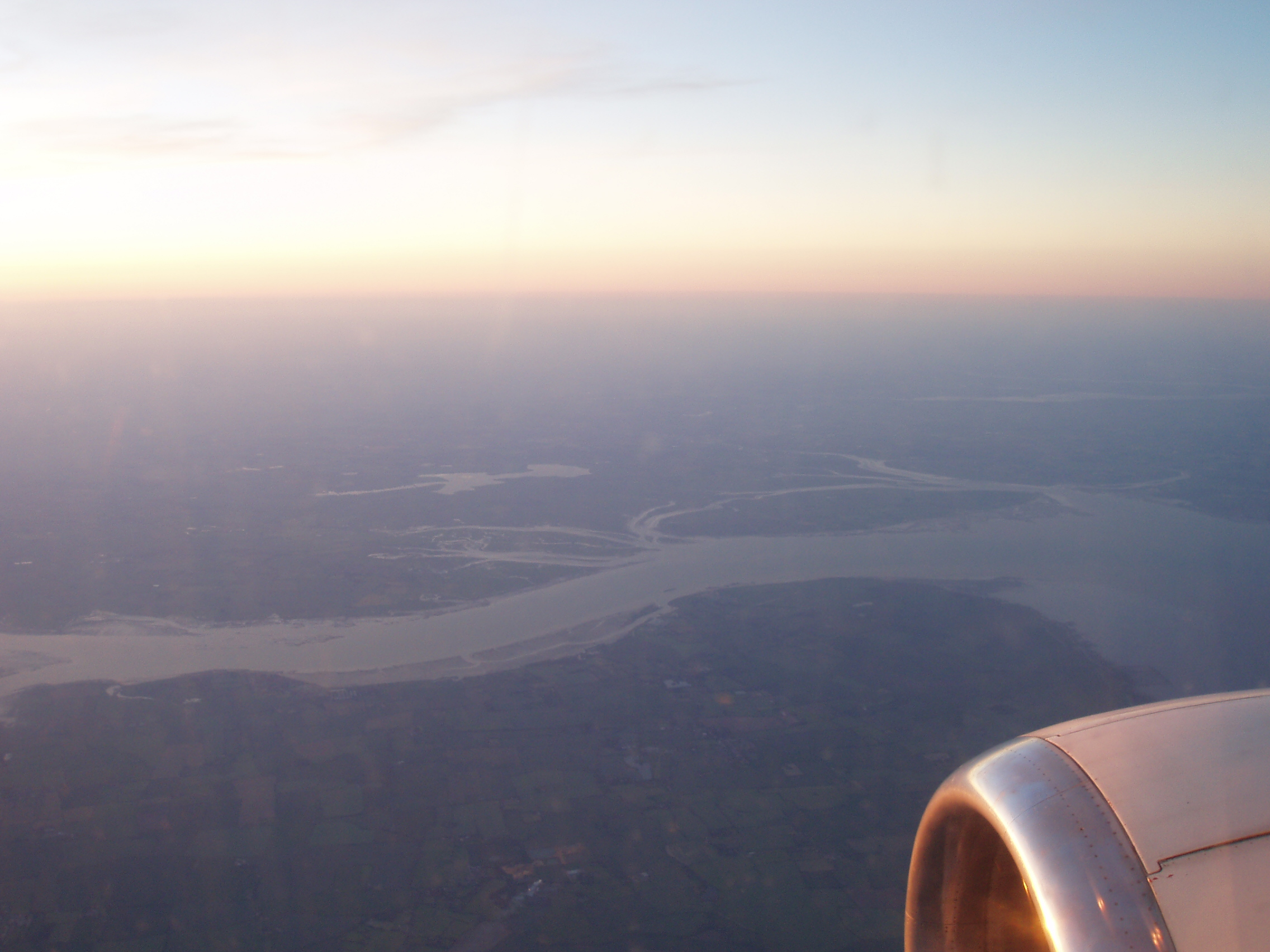
Vista aérea del estuario del Blackwater (Essex), en la parte norte del estuario del Támesis. La isla de Mersea está a la derecha.

La denominación Estuario del Gran Támesis (Greater Thames Estuary) se aplica a la costa y a las tierras bajas que bordean el propio estuario. Se caracteriza por la presencia de salinas, marismas y playas abiertas, en particular las marismas del Norte de Kent (North Kent Marshes) y las marismas de Essex (Essex Marshes). El aumento del nivel del mar en algunos lugares puede hacer necesaria la inundación de algunas tierras para quitar presión a las defensas. Los terraplenes hechos por el hombre están respaldados por áreas regeneradas destinadas al pastoreo de antiguos humedales; hay muchos pequeños estuarios, incluidos los de los ríos Colne, Blackwater y Crouch. Hay pequeños pueblos con una economía costera (pesca, construcción de embarcaciones y vela).
Las islas de Sheppey (94 km²), Foulness (pantanosa, con 24-28 km²), Mersea (18 km²) y Canvey (18,45 km²) están tan próximas a la costa que forman parte de la línea de ribera.
Cuando las tierras altas alcanzan la costa hay grandes asentamientos, como Clacton-on-Sea (al norte de Essex), Herne Bay, en Kent, y el Southend-on-Sea en la zona más estrecha del estuario. 
El estuario del Támesis es parte de la región Thames Gateway, designada como una de las principales áreas de desarrollo en el sur de Inglaterra. 
En esta zona se han propuesto varios lugares para la construcción de un nuevo aeropuerto para complementar o incluso sustituir Heathrow. En la década de 1960 Maplin Sands era un contendiente; en 2002, iba a ser en Cliffe, Kent. El nuevo aeropuerto sería construido en una isla artificial en el estuario al norte de  Minster-in-Sheppey. Existe también un debate sobre la necesidad de construir un cruce bajo el Támesis (Lower Thames Crossing) a fin de aliviar la congestión del tráfico en Dartford. 
Uno de los mayores parques eólicos en el Reino Unido se ha desarrollado en el estuario, situado 8,5 km al norte de la bahía de Herne, con 30 turbinas que generan un total de 82,4 MW de electricidad. También está previsto construir el mayor parque eólico offshore del mundo, el London Array, con cerca de 1 GW y 341 turbinas de entre 3 y 7 MW cada una, y a lo largo de unos 20 km. El lugar elegido está a unos 11 km aguas adentro de North Foreland y cubrirá unos 230 km² entre Margate en Kent y Clacton en Essex.

## Historia

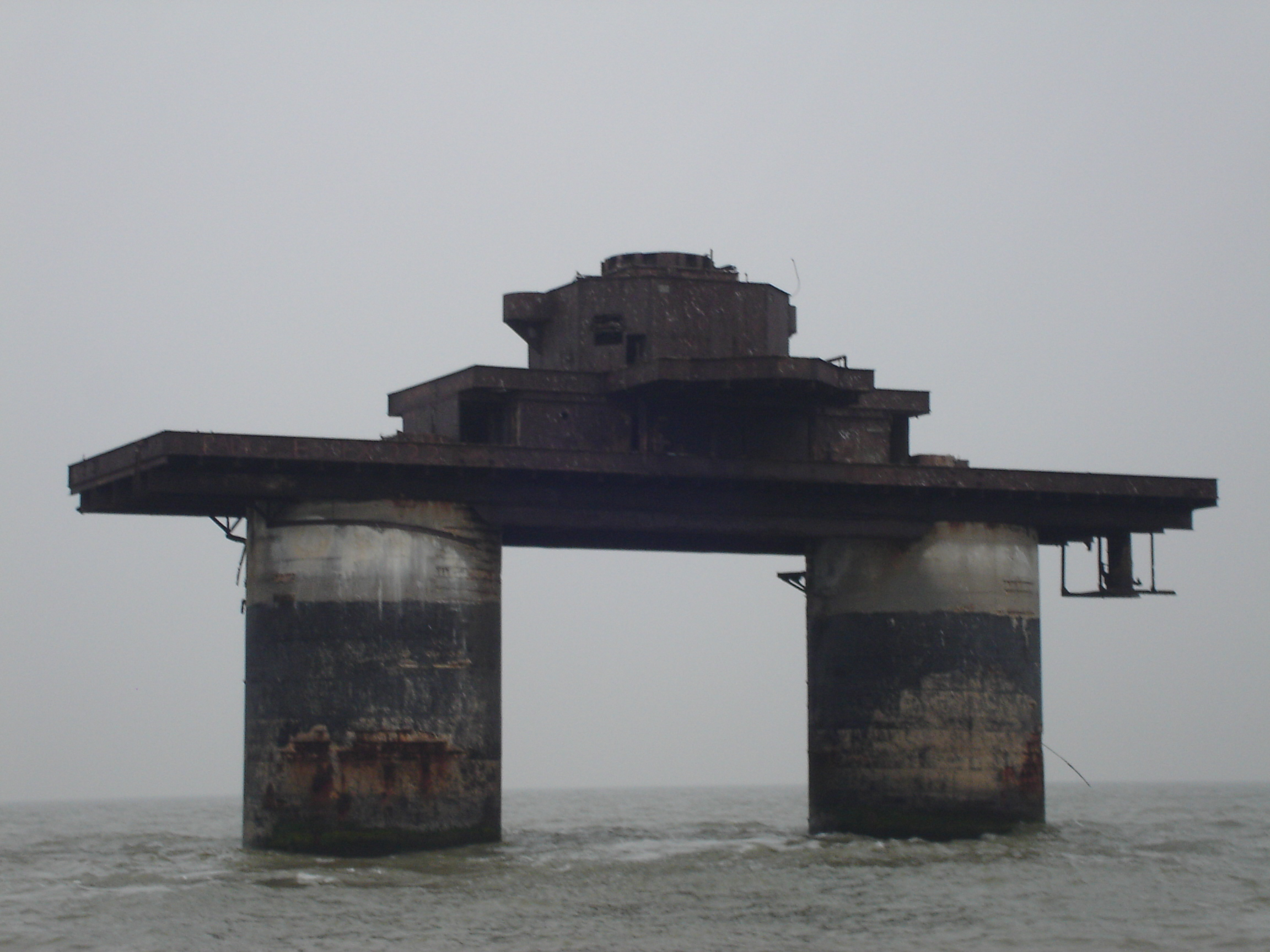
Fortaleza marina de Knock John.

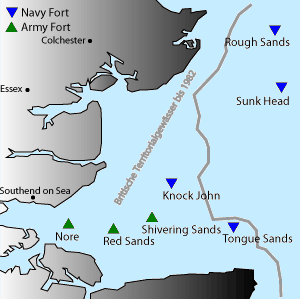
Localización de las fortificaciones.

Para navegar en estas aguas se construyó en el siglo XIX un tipo de barco de vela, el «Thames sailing barge», diseñado para ser adecuado para las aguas en los puertos más pequeños. 
Durante la II Guerra Guerra Mundial en el estuario se construyeron tres Fortalezas Marinas Maunsell, pequeñas torres fortificadas construidas para ayudar a la defensa estratégica del Reino Unido.